# 순애보 (1987년 드라마)
순애보는 1987년에 방영되었던 한국방송공사 TV소설이다.

## 방송 시간
| 방송 채널 | 프로그램      | 방송 기간                         | 방송 시간                                | 방송 분량 |
| --------- | ------------- | --------------------------------- | ---------------------------------------- | --------- |
| KBS 1TV   | TV소설 순애보 | 1987년 5월 18일 ~ 1987년 5월 21일 | 월요일 ~ 목요일 저녁 7시 25분 ~ 7시 45분 | 20분      |
| KBS 1TV   | TV소설 순애보 | 1987년 5월 25일 ~ 1987년 5월 28일 | 월요일 ~ 목요일 밤 8시 15분 ~ 8시 35분   | 20분      |
| KBS 1TV   | TV소설 순애보 | 1987년 6월 1일 ~ 1987년 6월 4일   | 월요일 ~ 목요일 저녁 7시 25분 ~ 7시 45분 | 20분      |
| KBS 1TV   | TV소설 순애보 | 1987년 6월 8일 ~ 1987년 6월 9일   | 월요일 ~ 화요일 저녁 7시 25분 ~ 7시 45분 | 20분      |
| KBS 1TV   | TV소설 순애보 | 1987년 6월 10일                   | 수요일 밤 8시 15분 ~ 8시 35분            | 20분      |
| KBS 1TV   | TV소설 순애보 | 1987년 6월 11일 ~ 1987년 6월 12일 | 목요일 ~ 금요일 저녁 7시 25분 ~ 7시 45분 | 20분      |
| KBS 1TV   | TV소설 순애보 | 1987년 6월 15일 ~ 1987년 6월 18일 | 월요일 ~ 목요일 저녁 7시 25분 ~ 7시 45분 | 20분      |
| KBS 1TV   | TV소설 순애보 | 1987년 6월 22일 ~ 1987년 6월 23일 | 월요일 ~ 화요일 저녁 7시 25분 ~ 7시 45분 | 20분      |
| KBS 1TV   | TV소설 순애보 | 1987년 6월 24일                   | 수요일 저녁 7시 5분 ~ 7시 35분           | 30분      |

## 제작진
- 원작 : 박계주
- 극본 : 이홍구
- 연출 : 정을영

## 출연진
- 양미경
- 윤승원
- 김기섭
- 권미혜
- 태현실
- 정서임

## 결방 사유 및 편성 변경
- 1987년 5월 22일 : 87프로야구전기리그 (MBC청룡 : OB베어스) 잠실야구장 중계방송으로 인해 결방
- 1987년 5월 29일 : 87프로야구전기리그 (빙그레이글스 : 삼성라이온즈) 대전야구장 중계방송으로 인해 결방
- 1987년 6월 5일 : 87프로야구전기리그 (OB베어스 : 롯데자이언츠) 잠실야구장 중계방송으로 인해 결방
- 1987년 6월 19일 : 제16회 대통령배국제축구대회 준결승전 (이집트 : 호주) 중계방송으로 인해 결방

| 한국방송공사 TV소설                       | 한국방송공사 TV소설                        | 한국방송공사 TV소설                            |
| 이전 작품                                 | 작품명                                     | 다음 작품                                      |
| ----------------------------------------- | ------------------------------------------ | ---------------------------------------------- |
| 산유화 (1987년 4월 6일 ~ 1987년 5월 14일) | 순애보 (1987년 5월 18일 ~ 1987년 6월 24일) | 영원의 미소 (1987년 6월 29일 ~ 1987년 8월 5일) |